# Liste der Baudenkmale in Oldenburg (Oldb) – Markt
In der Liste der Baudenkmale in Oldenburg (Oldb) – Markt stehen alle Baudenkmale der Straße Markt in Oldenburg (Oldb).  Die Quelle der IDs und der Beschreibungen ist der Denkmalatlas Niedersachsen.
Der Stand der Liste ist das Jahr 2022.

## Allgemein
In den Spalten befinden sich folgende Informationen:
- Lage: die Adresse des Baudenkmales und die geographischen Koordinaten. Kartenansicht, um Koordinaten zu setzen. In der Kartenansicht sind Baudenkmale ohne Koordinaten mit einem roten Marker dargestellt und können in der Karte gesetzt werden. Baudenkmale ohne Bild sind mit einem blauen Marker gekennzeichnet, Baudenkmale mit Bild mit einem grünen Marker.
- Bezeichnung: Bezeichnung des Baudenkmales
- Beschreibung: die Beschreibung des Baudenkmales. Unter § 3 Abs. 2 NDSchG werden Einzeldenkmale und unter § 3 Abs. 3 NDSchG Gruppen baulicher Anlagen und deren Bestandteile ausgewiesen.
- ID: die Objekt-ID des Baudenkmales
- Bild: ein Bild des Baudenkmales, ggf. zusätzlich mit einem Link zu weiteren Fotos des Baudenkmals im Medienarchiv Wikimedia Commons. Wenn man auf das Kamerasymbol klickt, können Fotos zu Baudenkmalen aus dieser Liste hochgeladen werden:

Zurück zur Hauptliste
| Lage                                     | Bezeichnung                              | Beschreibung | ID       | Bild           |
| ---------------------------------------- | ---------------------------------------- | --- | -------- | -------------- |
| Markt 1 53° 8′ 21″ N, 8° 12′ 51″ O       | Altes Rathaus                            | Aufgrund eines Wettbewerbs ab 1886 nach Plänen der Berliner Architekten Matthias v. Holst & Carl Zaar auf dreieckigem Grundriss in zeitgenössischer historistischen Formensprache erbaut. Rathauskeller des gotischen Vorgängerbaus. | 37429090 |                |
| Markt 2 53° 8′ 22″ N, 8° 12′ 51″ O       | Wohn-/ Geschäftshaus                     | Von dem um 1700 erbauten Wohn- und Geschäftshaus besitzen nur der Giebel und der historische Keller einen Denkmalwert. Der Altbau wurde entkernt und grundlegend erneuert. | 37427486 | BW             |
| Markt 12 53° 8′ 20″ N, 8° 12′ 55″ O      | Spar- u. Leihbank OL / Bremer Landesbank | Zweigeschossiger Massivbau auf hohem Sockelgeschoss, Werksteinfassade vorgeblendet. Dachgeschoss neu ausgebaut unter Satteldach, N-Seite Dachstuhl 1954 erneuert u. aufgestockt. 1911/12 nach Entwürfen von H. Bielenberg / J. Moser, Berlin errichtet. | 37419236 | BW             |
| Markt 15 / 16 53° 8′ 18″ N, 8° 12′ 53″ O | Kammer- und Kollegiengebäude             | Gebäudekomplex aus dem 1809 errichteten Kammergebäude (Nr. 16) und dem Kollegiengebäude (Nr. 15), das 1831 von Heinrich Slevogt entworfen wurde und 1842 von Heinrich Strack aufgestockt und 1852 mit einem dreiachsigen Mittelrisalit versehen wurde. Beide Gebäude wurden später durch einen zweigeschossigen Verbindungstrakt unter Mansarddach verbunden. | 37419257 | BW             |
| Markt 17 53° 8′ 19″ N, 8° 12′ 53″ O      | Lambertikirche                           | Anstelle eines mittelalterlichen Vorgängerbaus, der auf einem Granitpodest stand, wurde 1795 ein klassizistischer Zentralbau errichtet, der zwischen 1873 und 1887 nach Entwürfen von Ernst und Ludwig Klingenberg mit einer ziegelsichtigen, neugotischen Außenhülle ummantelt wurde. An den Ecken vier gleich hohe, polygonale Treppentürme und ein höherer Glockenturm an der Westseite (schon 1873) – jeweils mit Kupfer gedeckten Helmen. Gliederung des Außenbaus mit Strebepfeiler artigen Lisenen – dreibahnige Maßwerkfenstern. Westfassade mit Anbauten, Stufenportal im Turm. An der Ostseite Chor mit 5/8-Schluss und Blendgalerie. Weitere Ausstattungselemente: u.a. Marmorstatue des dornengekrönten Christi, um 1670; Kanzel 1797, Leuchter 1832; Grabplatten Anton I. (1573) und seiner Gemahlin Sophie (1571); Marmorsarkophage Graf und Gräfin Haxthausen aus dem 18. Jahrhundert. | 37429117 | Weitere Bilder |
| Markt 19 53° 8′ 19″ N, 8° 12′ 50″ O      | Wohn-/ Geschäftshaus                     | Traufständiger dreigeschossiger Putzbau, 2. OG mit vorgeblendetem Fachwerk. Ausgebautes Satteldach mit Zwerchhaus und zwei Dacherker; erbaut „1908“ als Hotel, Umbau zum Wohn- und Geschäftshaus; „Erneuert 1997“ (Gaststätte) | 37428987 | BW             |
| Markt 23 53° 8′ 20″ N, 8° 12′ 50″ O      | Wohn-/ Geschäftshaus                     | Dreigeschossiger, traufständiger Ziegelbau mit Putzquaderfassade unter Walmdach. Klassizistische Gliederung durch Sohlbank- und Konsolgesimse. Originale Haustür und Treppenhaus. Erbaut 1840, Umbau 1904. | 37429035 | BW             |
| Markt 24 53° 8′ 21″ N, 8° 12′ 49″ O      | Degodehaus                               | Giebelständiges, zweieinhalbgeschossiges Wohn-/Geschäftshaus, ursprünglich wohl Wohn-/Wirtschaftsgebäude, als Steinhaus mit vorkragendem Obergeschoss, vierfach vorkragendem Fachwerkgiebel nordöstlich, Satteldach mit Ladeluke, errichtet 1616–18 (d). Bauzeitliche Fachwerkfarbigkeit mit rotem und schwarzen Sichtfachwerk sowohl außen als auch innen erhalten bzw. rekonstruiert. Torbogen mit Oberlicht von um 1800. 1888 Ladeneinbau im Erdgeschoss. Südwestgiebel mit direkt in Firsthöhe anschließendem, vollständig unterkellertem Hintergebäude, Steinhaus, errichtet ebenfalls 1617/18 (d). | 37429064 | Weitere Bilder |